# 柳兰属
柳兰属（学名：Chamaenerion）是柳叶菜科下的一个属，为草本植物。该属共有约10种，分布于温带和亚热带地区。